# Asia (historieta)
Asia es una miniserie de historieta creada por Hernán Migoya como guionista y Marcelo Sosa como dibujante para la revista "Kiss Comix.

## Argumento
Un agente de la China comunista tiene por misión matar a Asia, una actriz pornográfica china que vive en Estados Unidos, pues se ha convertido en un icono de las libertades.